# Предай нататък
„Предай нататък“ е израз, с който се описва практиката човек, облагодетелстван от добро дело, извършено спрямо него, да извършва в замяна добри дела за други хора, вместо за благодетеля си.
Концепцията е стара, но изразът (на английски: Pay it forward) вероятно е въведен в употреба от Лили Харди Хамънд в книгата ѝ от 1916 година „В градината на удоволствието“ (In the Garden of Delight).

## Примери
Менандър, 317 г. пр.н.е.
„Предаването нататък“ е използвано като ключов елемент от сюжетната развръзка в старогръцката комедийна пиеса от Менандър, Dyskolos, отличавана с награди пиеси в 317 г. пр.н.е. Пиесата бива открита и публикувана наново едва през 1957 година.
Бенджамин Франклин, 1784 г.
Понятието е формулирано и от Бенджамин Франклин в негово писмо до Бенджамин Уеб, датирано към 25 април 1784, придружено с разписка за десет луидора:
| „ | Не твърдя, че ти подарявам тази сума, аз само ти я давам назаем. А когато [...] срещнеш друг честен човек в подобно затруднение, ти трябва да ми върнеш този дълг, като дадеш същата сума на него; задължавайки го на свой ред да изплати дълга си по същия начин, когато е в състояние и му се яви такава възможност. Надявам се това да мине през много ръце, преди да срещне някой негодник, който да спре прогреса му. Това е един мой трик с малко пари да направя много добрини. | “ |

Ралф Уолдо Емерсън, 1841 г.
Ралф Уолдо Емерсън в есето си от 1841 година, „Компенсацията“, пише: „В реда на нещата е да не можем да върнем добрините на онези, които са ни ги сторили, или да можем само в редки случаи. Но получената добрина трябва все пак да бъде върната някому – дума за дума, дело за дело, цент за цент.“
Лили Харди Харолд, 1916 г.
През 1916, Лили Харди Харолд пише: „Получената любов не се изкупва, тя се предава нататък“.
Уди Хейс
Уди Хейс (14.02.1913 – 12.03.1987) е бил колежански футболен треньор, станал известен със спечелените пет национални титли и 13 Big Ten шампионата през 28-годишната си треньорска кариера в Държавния университет в Охайо. Цитирайки неточно Емерсън, той е запомнен да казва „Рядко можеш да върнеш дълга си. Но винаги можеш да го предадеш нататък и трябва да го платиш дума за дума, дело за дело и цент за цент.“
Лойд Дъглас, 1929 г.
В романа си от 1929, Magnificent Obsession, писателят Лойд Дъглас също застъпва тази философия в комбинация с представата, че добрите дела трябва да се правят с увереност.
Робърт Хайнлайн, 1951 г.
Терминът „Предай нататък“ е популярзирано от Робърт Хайнлайн в книгата му „Между планетите“ от 1951 година:
| „ | Банкерът попипа гънките на робата си и извади оттам една малка бележка за кредит. „Но първо се нахрани – пълният стомах затвърждава преценката. Направи ми услугата да приемеш това като приветствие за добре дошъл.“ Гордостта му казваше „не“, но стомахът каза „ДА!“. Дон взе бележката и каза „О, благодаря. Ужасно мило от ваша страна. Ще ви се отплатя при първа възможност.“ „По-добре предай я нататък на някой твой брат в нужда.“ | “ |

Хайнлайн не само проповядвал, но и практикувал тази философия. Основаната на негово име хуманитарна организация „Общество Хайнлайн“ следва тази философия, ангажирайки се с различни инициативи като стипендиантската програма „Хайнлайн“ и акции за кръводаряване. Писателят Спайдър Робинсън многократно споменава доктрината, приписвайки я на духовния си ментор Хайнлайн.
Рей Бредбъри, 1957 г.
Хайнлайн е ментор и на писателя Рей Бредбъри, като му оказвал помощ и вероятно му е предал идеята за предаването нататък, както става известно от публикувано писмо с благодарност от Бредбъри до Хайнлайн. В края на романа на Бредбъри „Вино от глухарчета“, публикуван през 1957 година, главният герой Дъглас Споулдинг, разсъждавайки за живота си, спасен от Мистър Джоунъс, Вехтошаря, казва:
| „                    | Вехтошарю, призова го той, скъпи мистър Джоунъс, където и да сте сега, знайте, че сте получили моята благодарност, знайте, че съм ви се отплатил. Предадох добрината ви на другите, сполучих – уверен съм, че продължих вашето дело… | “ |
| превод Жени Божилова | |   |

Бредбъри също е съветвал писатели, на които той е помагал, да помагат в отплата на други писатели.
Пал Ердьош, края на 1980-те
В биографичната книга на Пол Хофман „Човекът, който обичаше само числата“ е разказана историята как в края на 1980-те математикът Пал Ердьош чува за един талантлин студент по математика, Глен Уитни, че не може да си позволи да постъпи в Харвард поради липса на пари. Известният с щедростта си Ердьош се среща с младежа и, убеждавайки се в таланта му, му предоставя 1000 долара, за да може Уитни да се запише да следва. Уговорката е, че Уитни ще върне на Ердьош сумата, когато това вече няма да представлява за него проблем. Едно десетилетие по-късно Уитни вече е успял да събере сумата и пита общия им познат, математика Робърт Греъм, за съвет дали трябва да върне парите с лихва. Ердьош не приема парите, а поръчва Уитни да намери друг студент в затруднено положение, на когото да даде средствата.
Катрин Райън Хайд, 2000 г.
През 2000 година, Катрин Райън Хайд публикува романа си „Предай нататък“, който бива адаптиран в едноименен филм, разпространяван от Уорнър Брос с участието на Кевин Спейси, Хелън Хънт и Хейли Джоуел Осмънт. В романа и във филма се разказва как учителят (Кевин Спейси) поставя на учениците си за задача да измислят и приложат в действие план как светът да се промени към по-добро. Идеята на ученика му Тревър (Х. Дж. Осмънт) е да направи благотворителна програма в стила на мултилевъл маркетинга, която той нарича „Предай нататък“. Той прави услуги на трима души, като ги моли всеки от тях да направи на свой ред услуги на други трима души, с което практиката да се разпространи в обществото в геометрична прогресия, правейки света едно по-добро място.